# アイラヴユー (SUPER BEAVERのアルバム)
『アイラヴユー』は、日本のバンド・SUPER BEAVERの7枚目のフルアルバム。2021年2月3日にSony Recordsから発売された。

## 概要
前作『歓声前夜』から約2年半ぶりとなるフルアルバム。
「予感」（関西テレビ・フジテレビ系ドラマ「僕らは奇跡でできている」主題歌）、「ひとりで生きていたならば」（映画「水上のフライト」主題歌）、「突破口」（テレビアニメ「ハイキュー!! TO THE TOP」オープニングテーマ）を含む全11曲を収録。
初回生産限定盤には、12月9日に横浜アリーナで開催された無観客生配信の映像を新たに再編集した「ライブ映像作品」と、本アルバム制作に向き合い完成するまでを追いかけた「Album『アイラヴユー』制作密着ドキュメント映像」を収録したDVD/Blu-rayを付属する。

## 収録曲
1. ハイライト
  - 12thシングル。
  - ABEMA配信番組『主役の椅子はオレの椅子』主題歌。
2. 突破口 
  - 13thシングル。
  - テレビアニメ『ハイキュー!! TO THE TOP』オープニングテーマ。
3. 自慢になりたい
  - 13thシングル。
4. 予感 -Album mix-
  - 11thシングル。
  - 関西テレビ・フジテレビ系ドラマ『僕らは奇跡でできている』主題歌
5. 時代
  - NTT西日本『ICTで、いつかを、いまに。WONDERFUL ICT LIFE篇』CMソング。
6. ひとりで生きていたならば
  - 12thシングル。
  - 映画『水上のフライト』主題歌。

## 収録内容
CD
| 全作詞・作曲: 柳沢亮太、全編曲: SUPER BEAVER（#10、編曲: SUPER BEAVER、岡村美央）。 |                              |          |            |      |
| #                                                                                   | タイトル                     | 作詞     | 作曲・編曲 | 時間 |
| 1.                                                                                  | 「今夜だけ」                 | 柳沢亮太 | 柳沢亮太   | 4:17 |
| 2.                                                                                  | 「ハイライト」               | 柳沢亮太 | 柳沢亮太   | 4:09 |
| 3.                                                                                  | 「突破口」                   | 柳沢亮太 | 柳沢亮太   | 4:13 |
| 4.                                                                                  | 「mob」                      | 柳沢亮太 | 柳沢亮太   | 3:17 |
| 5.                                                                                  | 「自慢になりたい」           | 柳沢亮太 | 柳沢亮太   | 4:19 |
| 6.                                                                                  | 「パラドックス」             | 柳沢亮太 | 柳沢亮太   | 4:47 |
| 7.                                                                                  | 「アイラヴユー」             | 柳沢亮太 | 柳沢亮太   | 4:55 |
| 8.                                                                                  | 「予感 -Album mix-」         | 柳沢亮太 | 柳沢亮太   | 4:18 |
| 9.                                                                                  | 「時代」                     | 柳沢亮太 | 柳沢亮太   | 4:23 |
| 10.                                                                                 | 「ひとりで生きていたならば」 | 柳沢亮太 | 柳沢亮太   | 4:58 |
| 11.                                                                                 | 「さよなら絶望」             | 柳沢亮太 | 柳沢亮太   | 1:57 |
| 合計時間:                                                                           | 合計時間:                    | 45:33    |            |      |

初回生産限定盤Blu-ray（A）/ DVD（B）
| #  | タイトル                                      | 作詞 | 作曲・編曲 |
| -- | --------------------------------------------- | ---- | ---------- |
| 1. | 「ひとりで生きていたならば」                  |      |            |
| 2. | 「突破口」                                    |      |            |
| 3. | 「正攻法」                                    |      |            |
| 4. | 「閃光」                                      |      |            |
| 5. | 「予感」                                      |      |            |
| 6. | 「東京流星群」                                |      |            |
| 7. | 「ハイライト」                                |      |            |
| 8. | 「人として」                                  |      |            |
| 9. | 「Album『アイラヴユー』制作ドキュメント映像」 |      |            |